# Pseudapis tadzhica
Pseudapis tadzhica är en biart som först beskrevs av Popov 1956.  Pseudapis tadzhica ingår i släktet Pseudapis och familjen vägbin. Inga underarter finns listade i Catalogue of Life.